# Maksymiwka (rejon krasnohradzki)
Maksymiwka (ukr. Максимівка) – wieś na Ukrainie, w obwodzie charkowskim, w rejonie krasnohradzkim. W 2001 liczyła 252 mieszkańców, wśród których 231 wskazało jako ojczysty język ukraiński, a 19 rosyjski.